# 탈가르
탈가르(카자흐어: Талғар, pronounced [tɑlˈʁɑɾ]; 러시아어: Талгар)는 카자흐스탄 남동쪽 알마티주에 있는 도시이다. 그것은 탈가르 지역의 행정 중심지이다. 이 도시는 알마티와 에식 사이에 위치하고 있다. 인구는 45,529 (2009년 인구 조사 결과)명이다.

## 이름
도시 이름에 대한 몇 가지 가능한 설명이 있다. 가장 분명한 사실은 탈가르가 교외에 위치한 탈키즈의 고대 정착지의 나중에 수정된 이름에서 유래했다는 것이다.

## 역사

### 중세
타르가 마을의 첫 기록은 982년 페르시아 지리학자에 의해 중세 지리논문 Hududal-'Alam(Border of The World)에서 작성되었다. 이 정착촌에는 Talkhiz라는 이름이 있는데, Turkic 부족 Karluk과 Chigils 경계에 있는 Semirechye 산에 위치하고 있다. 지리학자들은 토키즈 주민들을 "용감하고, 무용적이며, 용감한 사람들"이라고 표현했다. 과학자들은 정착촌 이름을 분석해 복사주의자들에 의해 왜곡됐다고 결론지었고 처음에는 토크힐로 들렸다. 그러나 Talkhir(탈가르)는 현대 카자흐스탄에서 유명한 이름이다. 알마티에 인접한 마을, 그 강, 자이리스키 아라타우의 최고봉에도 이 이름이 붙어 있다. 고대의 취락이 근처에 있었음이 밝혀졌다. 이처럼 근대 타르가 남동쪽 교외의 고고학적 발굴은 신비로운 취락을 밝혀냈다.
고고학자 II Kopylov, A.Kh의 작업 덕분이다. Morgulin, KM Baipakov 및 TV Savelyeva는 탈가르 정착지의 개발 시나리오를 재구성했다.
9세기에 투르크 부족의 머리에 속한 요새가 탈가르 정착지에 세워졌다. 이 지역은 실크로드에 있고 Zailiisky Alatau 의 산기슭에 위치하고 있기 때문에 선택되었다. 풍부한 토지와 여름 목초지가 포함되어 있다.
시간이 지남에 따라 탈가르 정착지는 상인과 장인들에게 인기를 얻었다. 처음에는 정착지 주인과 그의 궁정을 섬겼지만 나중에는 유목민과 주변 정착지를 위한 물품을 생산하기 시작했다. 이러한 도시 개발은 당시 중앙 아시아 에서 일반적이었다.
이 시기에 탈가르는 일리 강 유역의 다른 도시들과 마찬가지로 빠르게 발전하여 경제적, 지리적으로 중요한 영토의 수도가 되었다.

### 19세기와 20세기

스타니차 소피스카야, 1920년

1854년 2월 인근 알마티에 Cossack 요새인 Vernoye 가 세워진 후, 지방 정부는 러시아 제국 과의 동쪽 국경을 더욱 강화하기로 결정했다. 전설에 따르면 스타니차는 지역 총독의 세 딸의 이름을 따서 명명되었다.

## 지리학

### 지형
탈가르는 알마티 지역의 남쪽 경계에 위치하고 있다. T탈가르의 좌표는 북위 43° 18′ 0″ 동경 77° 14′ 0″ / 북위 43.30000°  동경 77.23333° 로, 이 도시는 텐샨산맥의 히말라야 조산대의 일부인 Zailiisky Alatau 기슭에 자리잡고 있다.

탈가르의 총 면적은 18.8 평방 킬로미터(7.3 mi²). 도시의 건설 지역의 등급은 전반적인 자연 지형의 자연적인 불균일성과 일치한다. 평균  고도는 해발 1250m이다. 가장 낮은 지점은 1000m 높이의 마을 북부에 있으며 1500m의 가장 높은 지점은 마을의 남쪽에 있다.

### 탈가르 산맥

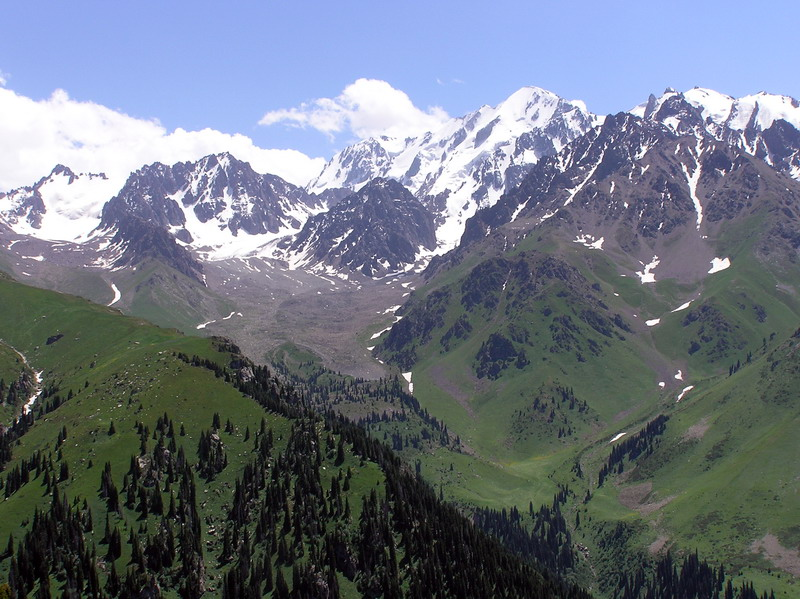
탈가르 산맥. 카멘노예 계곡

탈가르 산맥은 마을에 인접한 Zailiisky Alatau의 북서쪽 부분에 대한 비공식적인 이름이다. 탈가르 산은 등산로, 캠핑 및 레크리에이션 시설로 유명한 인기있는 관광지이다. Almaty Reserve 와 Ile-Alatau 주립공원 은 부분적으로 산속에 자리잡고 있다.
타르가 산맥은 수직 지대에 특유의 것으로 다양한 경관을 특징으로 하고 있다. 고산성 2년생 빙하대는 해발 3000m 이상의 고도를 차지하고 있으며 정상부가 날카롭고 돌이 갑자기 떨어지는 것이 특징이다. 그곳은 빙하가 형성되어 있는 곳으로 그 혀가 본류의 평탄한 골짜기에 침투해 있다. 기본적인 식생은 고산 초원으로 에델바이스, 고산양귀비, 편백나무, 그리고 본래 고산대의 늪지가 풍부하다. Pik 탈가르는 탈가르 산맥과 Zailisky Alatau의 최고봉이기도 하다. 그 최고 지점은 해발 4979m에 이른다. 이 봉우리는 달가의 중심에서 약 10㎞ 떨어진 곳에 위치하고 있다.
탈가르 산맥의 아고산대 화음(2400~3000m)은 남부 돌사면에 주니퍼 덤불이 있는 우점적인 하이글라스 초원과 스텝이 특징이다. 산 중턱의 침식성 릴리프는 1700~3000m의 절대고도를 차지한다. 이곳은 경사가 급한 수심 700m까지의 협곡과 좁은 골짜기가 가장 대표적이다. 주어진 화음의 완화는 경사 과정에 의한 집중적인 프로세스에서 주목할 만하다. 능선, 하강, 바위의 낙하. 부시-목초지-침엽수림의 화음에는 복합식물층이 이곳에 덮여있다. 북부 비탈면은 슈렌크의 고유한 전나무로 차지하고 있으며, 남부는 개로즈 덤불로 차지하고 있다. 또한 넓은 숲이 있고 때로는 자작나무 숲도 있다. 관목과 소엽 목재 밴드(1400~1600m)는 서브몬탄 부분에 위치해 있다. 그것은 인위적 요인의 영향을 받아 잠정적인 식생 지층을 변경했다. 시버스사과나무와 야생 살구나무 덤불이 남아 있다. 남사면에는 초원이 넓게 펼쳐져 있다.
탈가르산은 지진, 이류 및 눈사태와 같은 격변적인 순환 자연 과정으로 유명하다.

## 기후
탈가르에서는 기후가 춥고 온대 기후에 속한다. 겨울은 여름보다 비가 많다. Köppen-Geiger의 기후 분류는 Dfa이다. 탈가의 연평균 기온은 7.9℃(46.2°F)이다. 연간 약 490mm(19.29인치)의 강수량이 온다.
| 탈가르의 기후                                    | 탈가르의 기후 | 탈가르의 기후 | 탈가르의 기후 | 탈가르의 기후 | 탈가르의 기후 | 탈가르의 기후 | 탈가르의 기후 | 탈가르의 기후 | 탈가르의 기후 | 탈가르의 기후 | 탈가르의 기후 | 탈가르의 기후 | 탈가르의 기후 |
| 월                                               | 1월           | 2월           | 3월           | 4월           | 5월           | 6월           | 7월           | 8월           | 9월           | 10월          | 11월          | 12월          | 연간          |
| ------------------------------------------------ | ------------- | ------------- | ------------- | ------------- | ------------- | ------------- | ------------- | ------------- | ------------- | ------------- | ------------- | ------------- | ------------- |
| 일평균 최고 기온 °C (°F)                         | −2.4 (27.7)   | −1.0 (30.2)   | 5.9 (42.6)    | 15.3 (59.5)   | 21.0 (69.8)   | 25.8 (78.4)   | 28.4 (83.1)   | 27.6 (81.7)   | 22.6 (72.7)   | 14.1 (57.4)   | 5.1 (41.2)    | −0.1 (31.8)   | 13.5 (56.3)   |
| 일평균 최저 기온 °C (°F)                         | −12.6 (9.3)   | −11.2 (11.8)  | −4.1 (24.6)   | 3.9 (39.0)    | 9.6 (49.3)    | 13.9 (57.0)   | 16.1 (61.0)   | 14.7 (58.5)   | 9.4 (48.9)    | 2.4 (36.3)    | −4.5 (23.9)   | −9.4 (15.1)   | 2.4 (36.2)    |
| 평균 강수량 mm (인치)                            | 24 (0.9)      | 24 (0.9)      | 44 (1.7)      | 73 (2.9)      | 79 (3.1)      | 53 (2.1)      | 35 (1.4)      | 28 (1.1)      | 26 (1.0)      | 44 (1.7)      | 36 (1.4)      | 25 (1.0)      | 490 (19.3)    |
| 출처: https://en.climate-data.org/location/8848/ |               |               |               |               |               |               |               |               |               |               |               |               |               |